# لوئیس فرناندو سوارز
لوئیس فرناندو سوارز (اسپانیایی: Luis Fernando Suárez‎؛ زاده ۲۳ دسامبر ۱۹۵۹) یک بازیکن فوتبال اهل آفریقای جنوبی است.